# Серракаприола, Никола Мареска Доннорсо
Никола Мареска Доннорсо, герцог ди Серракаприола (итал. Nicola Maresca Donnorso, Duca di Serracapriola; 13 августа 1790, Санкт-Петербург — 17 ноября 1870, Портичи) — неаполитанский государственный деятель и дипломат.
Сын Антонино Мареска Доннорсо, герцога ди Серракаприола, неаполитанского посла в Санкт-Петербурге, и Анны Александровны (1770—1840), дочери князя А. А. Вяземского.
Воспитание и образование получил в России, под руководством французских гувернеров и преподавателей из числа эмигрантов. В 1814—1815 в качестве секретаря сопровождал отца на Венском конгрессе, где тот представлял Неаполитанское королевство. По окончании переговоров доставил в Палермо копию Венского договора. Был награждён Константиновским орденом Святого Георгия и Мальтийским крестом. В 1815—1817 состоял при неаполитанском дворе; подписал акт о присоединении королевства Обеих Сицилий к Священному союзу.
В 1820 направлен регентом Франческо ди Бурбоном в состав посольства в Санкт-Петербурге. По дороге остановился в Вене, где выполнял конфиденциальное поручение при императорском дворе. Вступил в конфликт с неаполитанским посланником принцем Альваро Руффо, подавшим на Николу и его отца донос, и обвинившим их в причастности к заговору карбонариев. Оба дипломата попали в немилость к королю Фердинанду I, изгнанному в 1821 народным восстанием, и восстановленному у власти австрийской карательной экспедицией.
После смерти отца в 1822 некоторое время выполнял обязанности посла, в ожидании постоянного назначения, но король отказал ему в этом, заявив, что не может передавать такой важный пост по наследству. В 1824 отозван в Неаполь. Его семья была помилована королём, а жена принята фрейлиной ко двору, но сам Никола оставался не у дел, пока его враг Альваро Руффо пользовался значительным влиянием. Фердинанд II вновь приблизил Николу ко двору, наградив орденом Святого Януария и назначив президентом Королевской академии. В 1837 на посту резидента провинциального совета отличился в борьбе с эпидемией холеры.
27 марта 1840 назначен послом в Париж. Стал доверенным лицом короля Фердинанда II, в 1847 был отозван в Неаполь и назначен генеральным наместником на Сицилию, но к обязанностям приступить не успел из-за начавшейся в следующем году революции. В январе 1848 был назначен председателем первого конституционного Совета министров и министром иностранных дел. Уже в марте кабинет подал в отставку по причине обострения политической ситуации. После подавления революции занимал должность вице-президента Королевского совета. В 1856 был направлен со специальной миссией в Россию, чтобы попытаться ослабить внешнеполитическую изоляцию, в которой оказались Сицилийские Бурбоны. В том же году получил титул графа ди Тронко, который затем передал своему старшему сыну. В 1860 недолго входил в состав Регентского совета при Франческо II. После объединения Италии оставил политическую деятельность.

## Семья
Жена (10.09.1817, Неаполь): Мария Маргерита ди Сангро (1798—1874), дочь герцога Николы ди Сангро и Джузеппы Карафы д'Андрия
Дети:
- Мария Джузеппа, маркиза ди Мареска (1821—1884), фрейлина при дворе королевства Обеих Сицилий. Муж (1852): Джузеппе Руффо
- Мария Алесандра, маркиза ди Мареска (1823—1880). Муж (1845): Луиджи Мареска Доннорсо (1802—1883), маркиз ди Камерано (двоюродный и троюродный брат)
- Мария Анна, маркиза ди Мареска (1826—1865). Муж (1861): Джузеппе Каравита, герцог ди Торитто
- Елена, маркиза ди Мареска (1830—1904)
- Мария Лючия, маркиза ди Мареска (1832—1892). Муж (1851): Никола Пуоти
- Джованни (1834—1866), маркиз ди Мареска, 2-й граф ди Тронко. Жена (1856): Матильда Корреале (1834—1882), фрейлина, дочь и наследница Франческо Конте ди Террановы, патриция из Сорренто, и Марии Клелии Колонны из дома князей ди Стильяно.
- Джованни Алессандро (1839—1857), маркиз ди Мареска

## Награды
- Большой крест Священного военного константиновского ордена Святого Георгия (1815)
- Командор Суверенного военного Мальтийского ордена (1815)
- Большой крест ордена Святого Фердинанда и Заслуг (1815)
- Орден Святого Александра Невского
- Орден Святого Януария (1830)
- Кавалер ордена Почетного легиона
- Большой крест ордена Пия IX (1859)